# Chiesa della Beata Vergine Immacolata e San Fermo
La chiesa della Beata Vergine Immacolata e San Fermo è un luogo di culto cattolico di Romano di Lombardia, ed è sussidiario della parrocchiale di Santa Maria Assunta e San Giacomo. La chiesa è un piccolo oratorio campestre costruito per desiderio dei contadini che abitavano troppo lontani dalla chiesa cittadina.

## Storia
La zona di Romano di Lombardia detta della Graffignana, fu abitata da contadini e agricoltori che edificavano masserie verso la seconda metà del Quattrocento, anche se vi è documentazione solo dal 1589. La chiesa fu edificata nel 1791 proprio per adempiere al desiderio dei coloni, e benedetta dall'allora parroco don Carlo Mariani. 
(Carlo Mariani -cremati dal 1609-1833)
La chiesa pur essendo intitolata anche all'Immacolata Concezione è sempre stata festeggiata dai locali il giorno di san Fermo.
La torre campanaria era posta dislocata dall'edificio e fu demolita nel 1930 per essere ricostruita in prossimità della chiesa. Nel 1958 la chiesa presentava problemi sulla copertura, fu quindi ricostruito il tetto ligneo, e nel 1991 fu posto il nuovo altare in marmo e legno scolpiti e dorati, lavoro della ditta Cassinelli e Pozzoni, che risponde all'adeguamento liturgico delle chiese.

## Descrizione

### Esterno
La chiesa è posta al centro della località detta della Graffignana con la facciata volta a sud e intonacata. Il complesso presenta anche il campanile di piccole dimensioni e i locali della sagrestia. Due coppie di lesene delimitano il fronte principale complete di basamento e capitello toscano, e il portale con contorno in pietra. Le lesene reggono la trabeazione e il rimpano triangolare aggettante. La torre campanaria posta sulla parte posteriore sinistra è delimitata da lesene che raggiungano la cella campanaria con l'apertura a archi.

### Interno
L'unica navata con volta a botte della chiesa è a pianta rettangolare, e divisa da lesene complete di basi e capitelli in due campate. Le lesene reggono la trabeazione e il cornicione che percorre tutta l'aula con esclusione della zona presbiteriale. Tre finestre con vetri colorati sono poste nelle specchiature della navata e nel presbiterio atte a illuminare l'aula. Il presbiterio ospita in una nicchia la statua del santo titolare e un affresco raffigurante la Madonna Immacolata con i santi Francesco d'Assisi e Carlo Borromeo, inserita in un'ancora terminante con timpano triangolare. L'altare in marmo è stato realizzato da Cassinelli e Pozzoni nel Novecento.